# IC 3969
IC 3969 је галаксија у сазвјежђу Береникина коса која се налази на листи објеката дубоког неба у Индекс каталогу.
Деклинација објекта је + 19° 39' 11" а ректасцензија 12h 59m 32,7s. Привидна величина (магнитуда) објекта IC 3969 износи 16,3 а фотографска магнитуда 17,3. IC 3969 је још познат и под ознакама 3 compact gxys in triangle, PGC 1600532.